# Cinte Tesino
Cinte Tesino é uma comuna italiana da região do Trentino-Alto Ádige, província de Trento, com cerca de 406 habitantes. Estende-se por uma área de 25 km², tendo uma densidade populacional de 16 hab/km². Faz divisa com Canal San Bovo, Pieve Tesino, Castello Tesino, Scurelle, Lamon (BL), Ospedaletto e Grigno.